# Peter Mangelmans
Peter Johannes Josephus Maria Mangelmans (Eindhoven, 9 juni 1940 – Best, 26 juli 2015) was een Nederlandse burgemeester en waarnemend burgemeester in Noord-Brabantse en Utrechtse gemeenten. Hij was lid van de VVD.

## Levensloop
Mangelmans rondde in 1959 zijn Gymnasium B af. Hij was reserve-officier van de infanterie bij de Koninklijke Landmacht. Hij studeerde Nederlands Recht, hierin behaalde hij in 1968 zijn doctoraal.
Mangelmans was korte tijd stafjurist en was later werkzaam in managementfuncties in het verzekeringsbedrijf voor hij in april 1976 zijn burgemeesterscarrière begon in Oudenbosch. Aansluitend was hij van juni 1990 tot juli 2001 burgemeester van Best. Nadat hij zijn ambt in Best had neergelegd, was hij waarnemend burgemeester in de gemeente Sint-Michielsgestel en fusiegemeente Geldrop-Mierlo. Later werd Mangelsmans waarnemend burgemeester in Woerden en Soest, deze gemeenten bevonden zich, in tegenstelling tot de andere genoemde gemeenten, in de provincie Utrecht.
Op 1 juli 2008 werd Mangelmans door toenmalig commissaris van de Koningin Hanja Maij-Weggen benoemd tot waarnemend burgemeester van Veghel, als tijdelijk opvolger van Arno Frankfort, die in mei 2008 zijn afscheid had aangekondigd vanwege een bestuurlijke crisis in die gemeente.
In juli 2015 overleed Peter Mangelmans op 75-jarige leeftijd.

## Onderscheidingen
- Ridder  in de Orde van Oranje-Nassau (2001).[5]